# Пылаева (деревня)
Пылаева — деревня в Пышминском городском округе Свердловской области России.

## Географическое положение
Деревня Пылаева расположена в 7 километрах (по дорогам в 8 километрах) к северо-востоку от посёлка Пышма, на левом берегу реки Пышмы. В 1 километре к югу от деревни расположено Оброшное озеро, а в 3 километрах к западу —железнодорожная станция Ощепково Свердловской железной дороги, в 2 километрах к северу проходит Сибирский тракт.

## История деревни
Первые письменные упоминания о деревне относятся к 1624 году. 

## Население
| 2002 | 2010 | 2021 |
| ---- | ---- | ---- |
| 281  | ↘269 | ↘225 |